# NGC 2855
NGC 2855 (również PGC 26483 lub UGCA 161) – galaktyka spiralna (S0-a), znajdująca się w gwiazdozbiorze Hydry. Odkrył ją William Herschel 19 marca 1786 roku.